# Kikkawa Hiroie
Kikkawa Hiroie (吉川 広家?; 7 dicembre 1561 – 22 ottobre 1626) è stato un daimyō giapponese dei periodi  Sengoku ed Edo, capo del clan Kikkawa.

## Biografia
Il padre di Hiroie fu Kikkawa Motoharu e sua madre era figlia di Kumagai Nobunao. Inizialmente venne chiamato Tsunenobu (経信?) e partecipò alla prima battaglia nel 1570 assieme al padre contro Amago Katsuhisa. Nel 1583 fu inviato come ostaggio a Toyotomi Hideyoshi.
Dal 1586 al 1587 suo padre e suo fratello maggiore Kikkawa Motonaga morirono entrambi e Hiroie divenne guida del clan Kikkawa. In questo periodo cambiò il suo nome in Hiroie. A differenza di suo padre e del fratello maggiore, i quali erano noti per il coraggio del campo di battaglia, Hiroie preferì la strategia e la diplomazia per vincere sugli avversari e fu molto apprezzato da Hideyoshi per aver tenuto unito il clan Mōri dopo la morte di Kobayakawa Takakage. Durante la guerra di sette anni in Corea viene ricordato per aver contribuito a sconfiggere un esercito Ming molto più grande nell'assedio di Ulsan.
Nel 1588 Hideyoshi lo fece sposare con una sorella di Ukita Hideie che aveva adottato facendogli prendere il nome Toyotomi.
Nella battaglia di Sekigahara del 1600, Hiroie pensò che la fazione Tokugawa avrebbe vinto. Tuttavia, in quanto uno dei cinque reggenti del governo di Toyotomi, Mōri Terumoto e alcuni dei servitori del clan Mōri furono di supporto alle forze Toyotomi guidate da Ishida Mitsunari. Al fine di garantire la sopravvivenza del clan Hiroie fece un patto segreto con i Tokugawa attraverso Kuroda Nagamasa, promettendo la neutralità dei Mōri durante la battaglia in cambio di garanzie degli attuali domini Mōri.
Terumoto venne nominato comandante in capo dell'esercito occidentale ma rimase nel castello di Osaka. Diversamente, l'esercito in campo dei Mōri si unì al resto delle forze occidentali sotto il comando di Mōri Hidemoto, con Hiroie al comando delle avanguardie. Il giorno della battaglia, il 15 settembre, l'esercito Mōri si schierò sul fianco delle forze Tokugawa. Tuttavia, quando Hidemoto ordinò l'assalto, Hiroie si rifiutò di eseguire gli ordini e usò le avanguardie sotto il suo comando per bloccare la via d'attacco per gli altri soldati Mōri. Hiroie fu così in grado di impedire al grosso dell'esercito Mōri di ingaggiare le truppe Tokugawa.
La maggior parte dell'esercito Mōri quindi non prese mai realmente parte alla battaglia. Tuttavia, dopo che Tokugawa Ieyasu emerse vittorioso, diversi documenti incriminanti Terumoto vennero trovati nel castello di Osaka. I documenti dimostravano che Terumoto era coinvolto più profondamente nell'esercito occidentale di quanto Hiroie avesse dichiarato, e quindi annullò il loro patto segreto. Inizialmente desiderava confiscare completamente tutti i domini Mōri e dare due province a Hiroie come ricompensa.
Ma l'offerta scioccò Hiroie, la cui motivazione era quella di garantire la sopravvivenza del clan Mōri. Alla fine Ieyasu cedette e ridusse i domini del clan Mōri a sole due province a condizione che Mōri Terumoto si ritirasse. Sebbene Hiroie sia riuscito a mantenere lo status di daimyō del clan Mōri, questi persero oltre tre/quarti dei suoi ex territori.
Poiché Hiroie aveva intrattenuto trattative segrete senza l'approvazione o la conoscenza del clan, una volta che gli eventi vennero alla luce, fu sottoposto a intensi attacchi da parte del suo stesso clan. Molti lo consideravano un traditore, soprattutto giacché si ritenne che le sue azioni durante la battaglia fossero strumentali alla vittoria dei Tokugawa, la quale portò alla disastrosa punizione. Hidemoto in particolare, sarebbe diventato il suo più aspro rivale nella politica del clan Mōri.
Dopo la battaglia Terumoto diede una parte del suo dominio molto ridotto a Hiroie. Perciò viene spesso erroneamente considerato il primo sovrano dell'han di Iwakuni dove costruì un castello nel 1608; tuttavia, a differenza dei feudi Mōri che furono stabiliti per altri rami del clan nello stesso periodo, Hiroie e i suoi discendenti non divennero daimyō fino alla restaurazione Meiji. La famiglia Kikkawa continuò comunque a essere tra i principali servitore del clan Mōri fino alla fine del Bakufu, e a quel punto il dominio Iwakawa divenne ufficialmente un han.
Hiroie lavorò per la prosperità del suo dominio; viene ricordato per aver stabilito una serie di leggi con 188 clausole (il Kikkawa-shi hatto).
Nel 1614 Hiroie venne succeduto da Kikkawa Hiromasa, suo figlio maggiore.
Hiroie morì nel 1626, dodici anni dopo aver passato la leadership del clan al suo erede.